# ساختمان مؤسسه اسمیتسونین

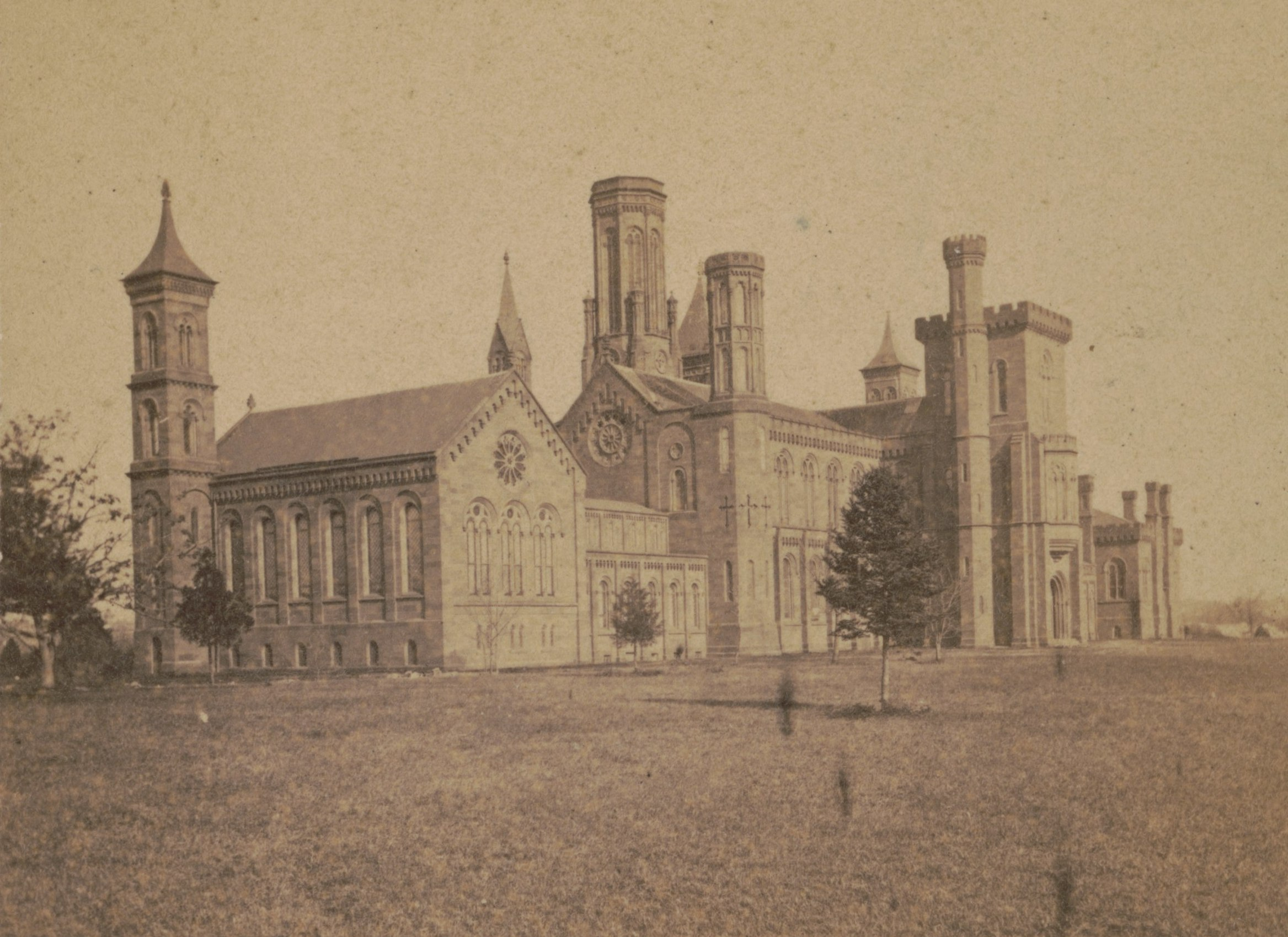
نمای رو به شمال شرقی، ۱۸۶۴

ساختمان مؤسسه اسمیتسونین، که بیشتر با نام قلعه اسمیتسونین یا به زبان ساده «قلعه» شناخته می‌شود، ساختمانی در مرکز خرید ملی می‌باشد که دفاتر اداری و مرکز اطلاعات مؤسسه اسمیتسونین را در خود جای داده است. این بنا که به عنوان اولین ساختمان موزه اسمیتسونین ساخته شده است، از ماسه سنگ قرمز سنکا به سبک احیای نورمن ساخته شده است (یادآوری ترکیبی از نقوش رومی اواخر و اوایل گوتیک در قرن دوازدهم با تلفیقی از سبک‌های احیای گوتیک و رومانسک). این ساختمان در سال ۱۸۵۵ تکمیل شده و در سال ۱۹۶۵ به عنوان یک مکان تاریخی ملی تعیین گردید.

## تاریخچه
ساختمان اسمیتسونین توسط معمار جیمز رنویک جونیور طراحی شد، از دیگر آثار او می‌توان به کلیسای جامع سن پاتریک در شهر نیویورک و گالری اسمیتسونین رنویک اشاره کرد، همچنین در سال ۱۸۴۶ در واشینگتن دی سی کمیته ساختمان یک مسابقه طراحی سراسری برگزار کرد و طرح رنویک به اتفاق آرا انتخاب شد. طرح دوم رنویک، که به سبک احیاء گوتیک بود، در طراحی کلیسای اسقفی ترینیتی استفاده شده است. یک مدل مقوایی از طرح برنده رنویک باقی مانده و در قلعه به نمایش گذاشته شده است. رنویک توسط رابرت میلز به ویژه در چیدمان داخلی ساختمان کمک شد.

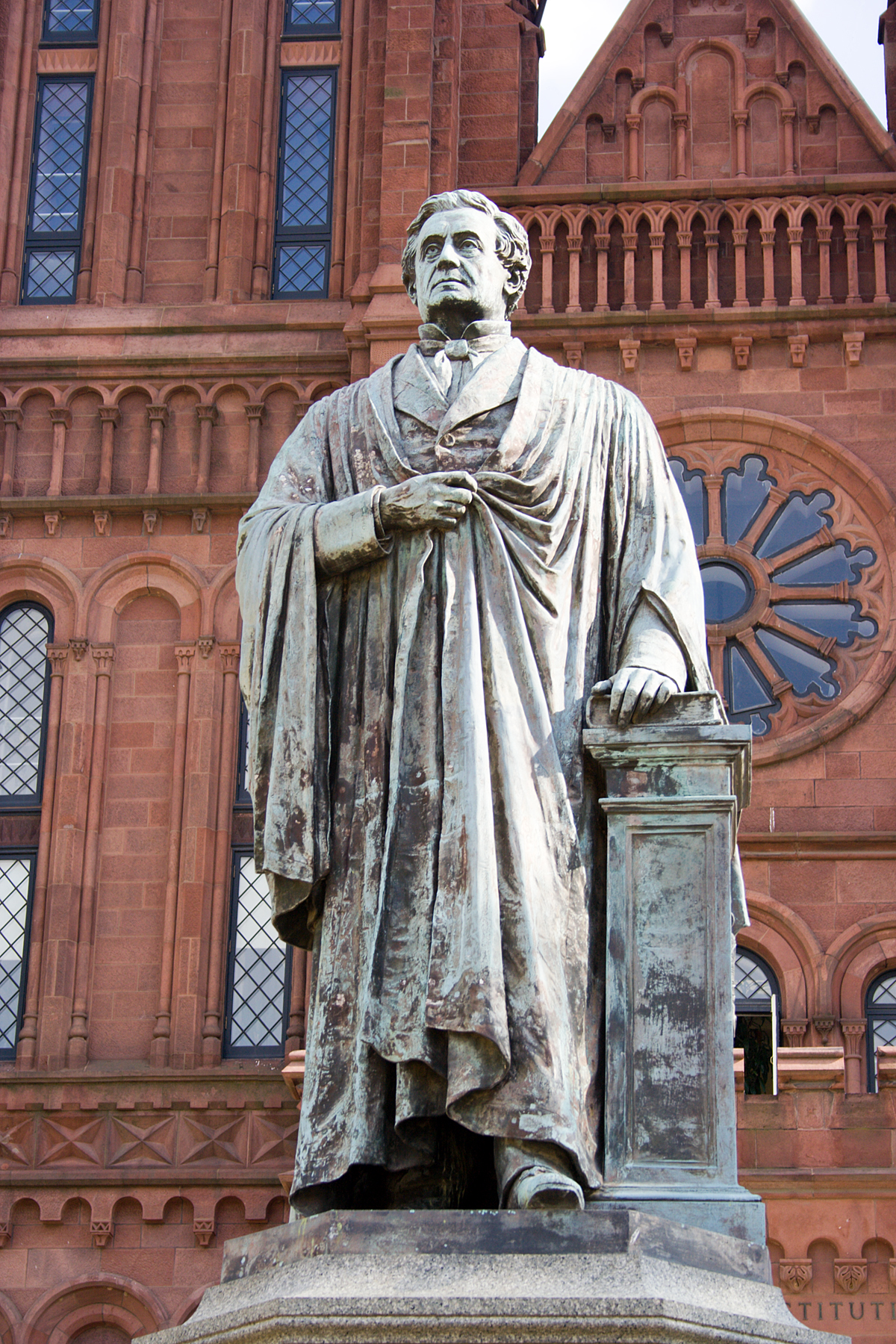
مجسمه جوزف هنری در جلوی ساختمان به نمایش گذاشته شده است.

## شرح

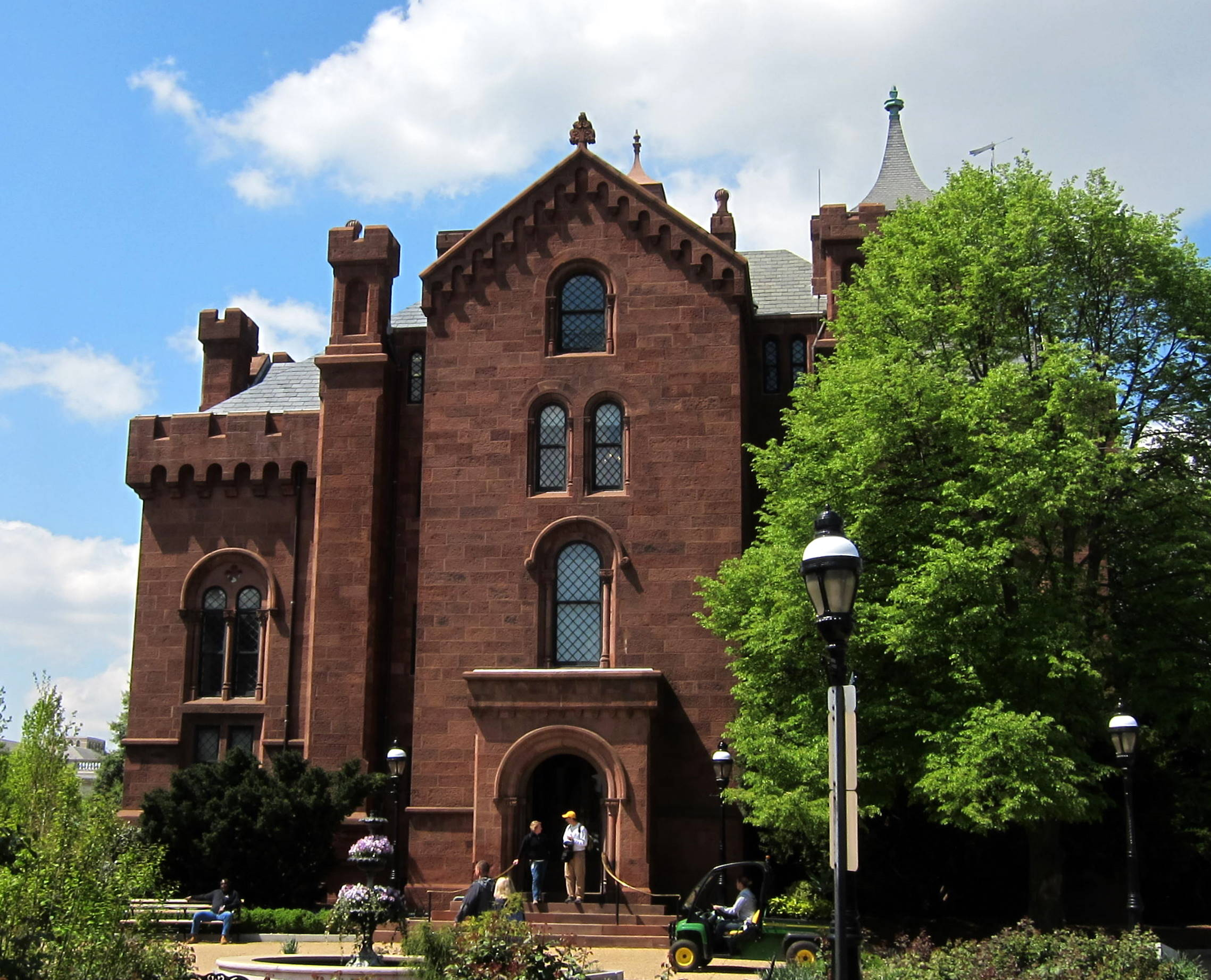
ورودی شرقی ساختمان

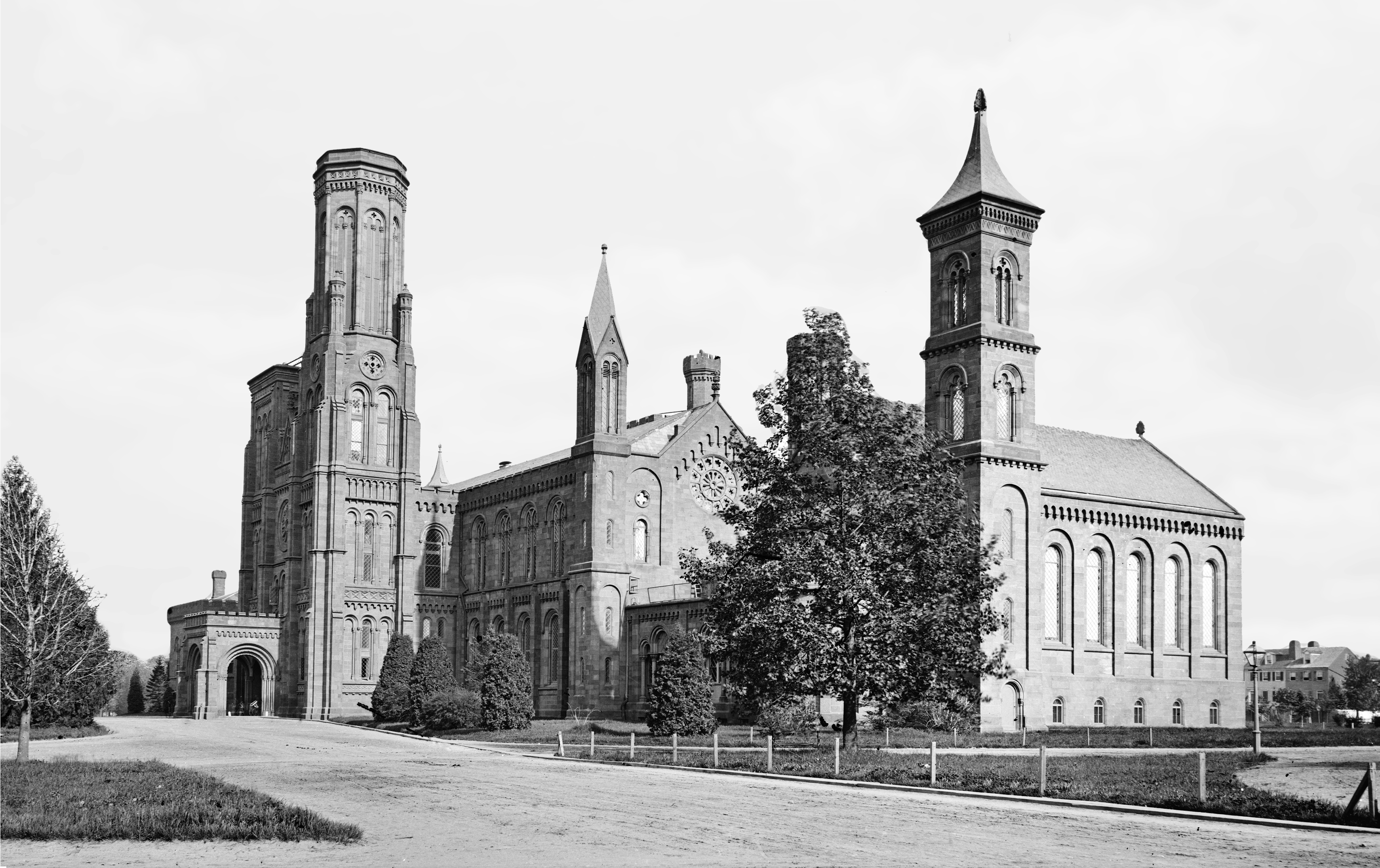
نمای رو به جنوب شرقی، c. 1870

رنویک ساختمان اسمیتسونین را به عنوان یک منظره زیبا در نقطه کانونی مرکز خرید ملی با الگوبرداری از بناهای تاریخی معماری آلمان ساخته گئورگ مولر طراحی کرد. رنویک در ابتدا قصد داشت جزئیات ساختمان را به سبک مجسمه‌سازی کاملاً آمریکایی به شیوه کار بنجامین هنری لاتروب در کاپیتول ایالات متحده بسازد، اما در کار نهایی از طرح‌های کتاب الگوی معمولی استفاده کرد.